# Flagge Singapurs
Die Flagge Singapurs wurde am 3. Dezember 1959 das erste Mal offiziell gehisst.

## Beschreibung und Bedeutung

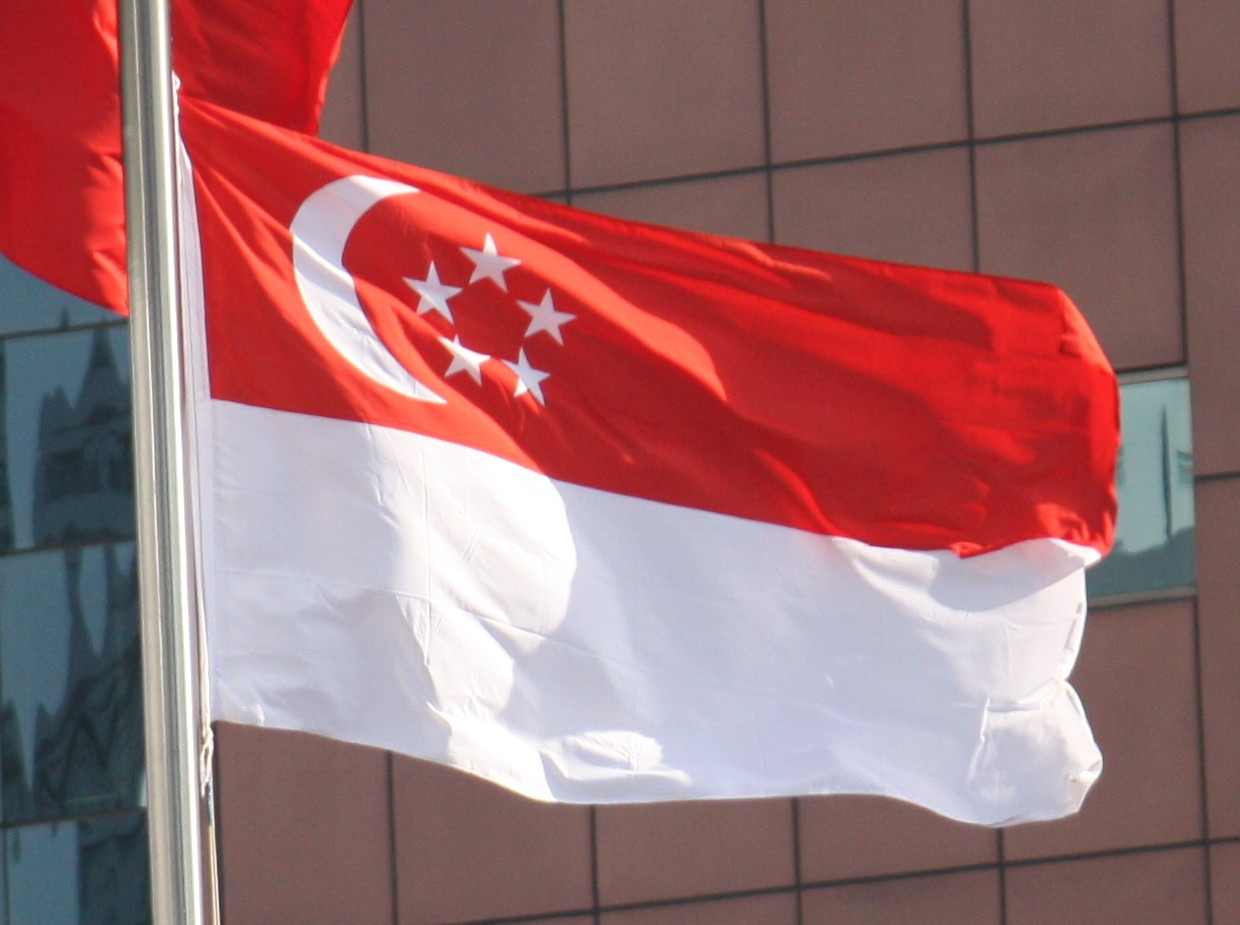
Nationalflagge Singapurs

Die Nationalflagge besteht aus zwei gleich großen, horizontalen Streifen: oben rot und unten weiß. Die Farbe Rot symbolisiert die universelle Brüderlichkeit und Gleichheit der Menschen, Weiß Reinheit und Tugend.
In der oberen linken Ecke ist ein weißer Halbmond dargestellt, daneben fünf weiße Sterne, die einen Kreis formen. Der Halbmond steht für eine junge, aufsteigende Nation, die fünf Sterne für Singapurs Ideale: Demokratie, Frieden, Fortschritt, Gerechtigkeit und Gleichheit.
Beim Entwurf der Flagge musste Rücksicht auf die verschiedenen ethnischen Gruppen genommen werden. Rot wurde für den chinesischen Bevölkerungsanteil gewählt, da dies eine traditionelle Glücksfarbe in der chinesischen Kultur darstellt. Zudem steht Rot im malaiischen Verständnis für Mut. Weiß wurde als Farbe der Reinheit in der malaiischen Kultur gewählt.
Als Vorbild der Volksrepublik China wurden von der chinesischen Bevölkerung 5 Sterne auf der Flagge gefordert. Die Malaien verlangten, dass der Halbmond als Ausdruck des Islams auf der Flagge seinen Platz findet. Als Kompromiss entschied die Regierung, fünf Sterne und einen Halbmond auf der Flagge darzustellen – im Gegensatz zu Flaggen islamischer Länder, bei denen der Halbmond mit einem Stern üblich ist.

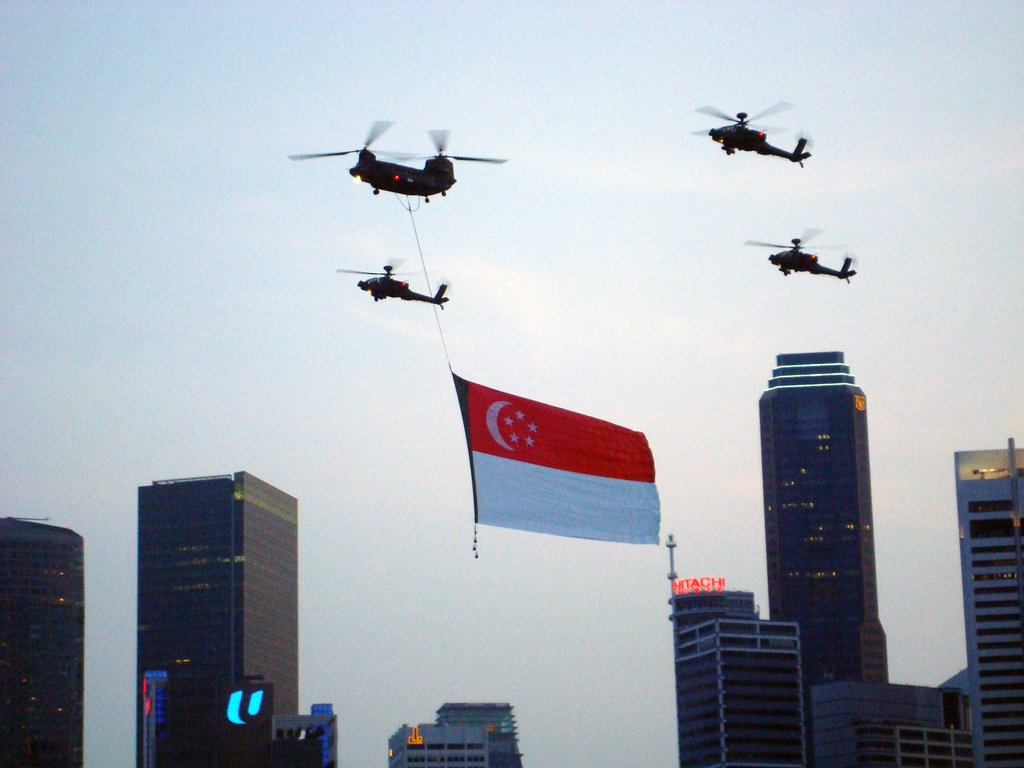
Helikopterparade am Nationalfeiertag
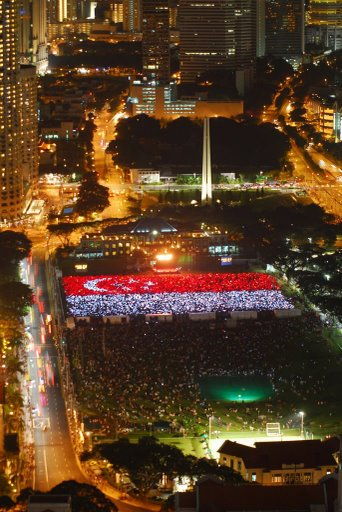
Mitglieder der National Trades Union Congress  formen die Nationalflagge
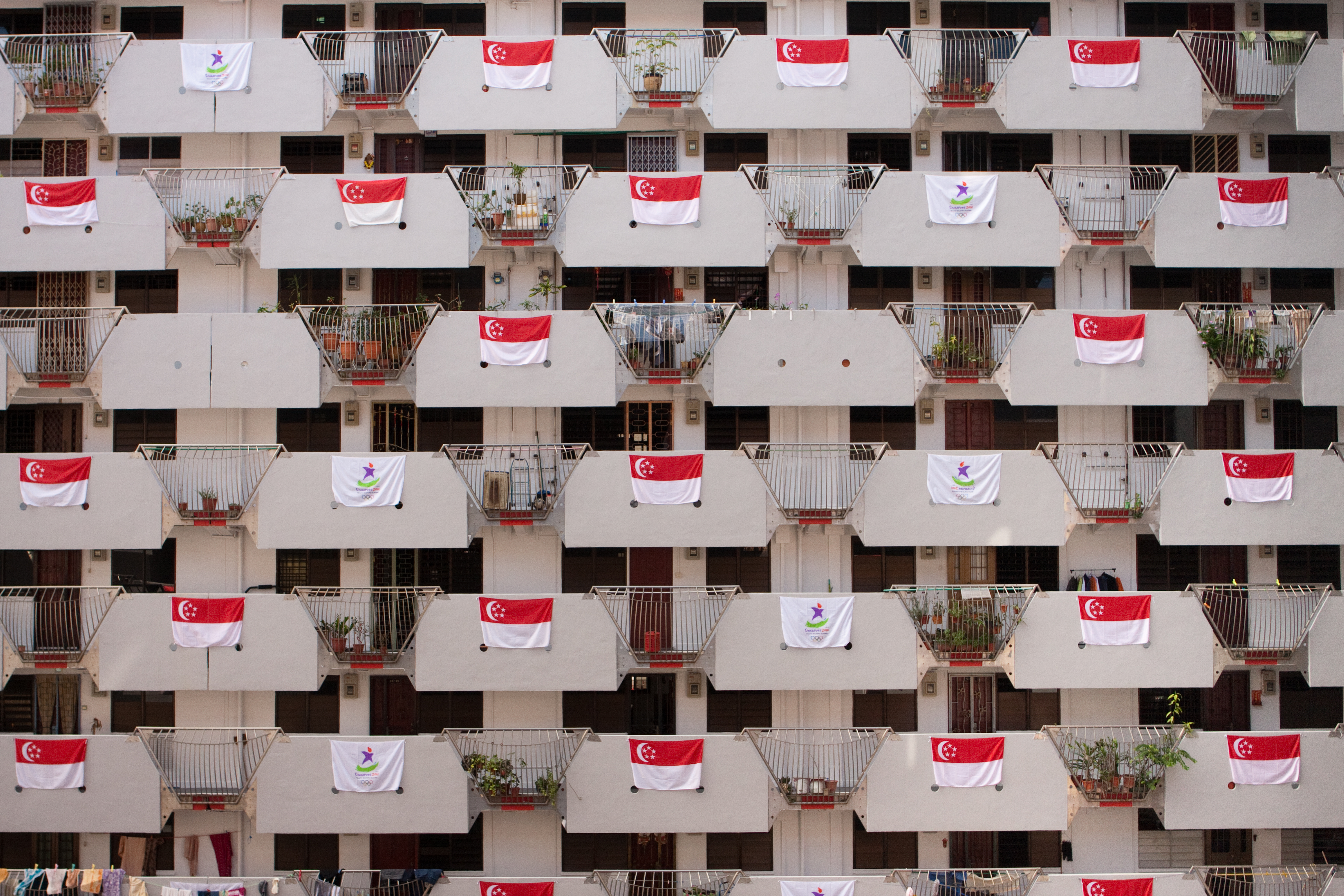
Nationalfeiertag in Singapur
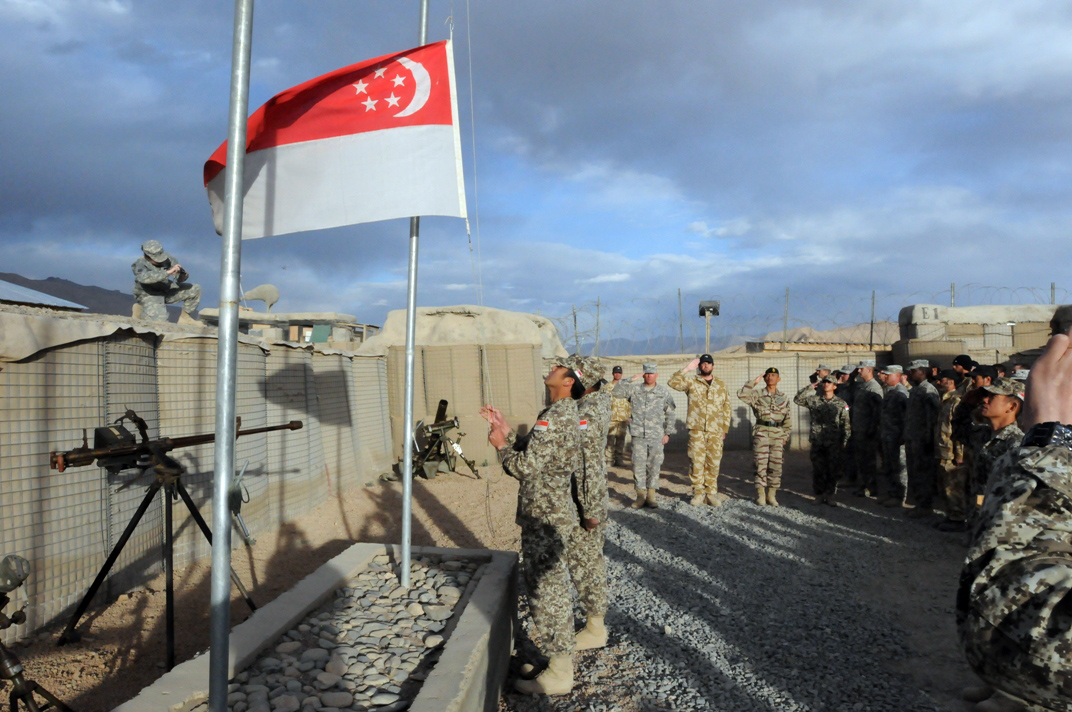
Einholen der Nationalflagge in Militärcamp in Afghanistan

## Geschichte
Für mehr als 140 Jahre (1819–1959) war der Union Jack ein Bestandteil der singapurischen Kolonialflagge Großbritanniens. Ab 1826 war Singapur Teil der Straits Settlements. Ihr Symbol waren drei Kronen, die für die drei Hauptsiedlungen der Kolonie standen. Das Design wurde mehrfach verändert, ab 1874 wurde eine Blue Ensign mit dem Symbol der Kolonie auf einer weißen Scheibe. 1946 erhielt Singapur eine eigene Flagge mit nur noch einer Krone. Am 3. Dezember 1959 wurde die neue Nationalflagge durch das Staatsoberhaupt („Yang di-Pertuan Negara“) erstmals gehisst. Zu diesem Zeitpunkt war Singapur noch nicht unabhängig, aber es erhielt weitgehende Autonomierechte von der britischen Regierung. Der Entwurf der Flagge stammte vom damaligen Vizepremierminister Dr. Toh Chin Chye.
1963 trat Singapur der Föderation Malaya bei, aus der somit der Staat Malaysia entstand. In seiner Flagge steht bis heute jeweils ein Sonnenstrahl und ein Streifen für Singapur, auch wenn Singapur die Föderation 1965 wieder verließ.

Britische Kolonialflagge der Straits Settlements, seit 1874, abgewandelt bis 1946
Britische Kolonialflagge Singapurs, 1946 bis 1952
Britische Kolonialflagge Singapurs, 1952 bis 1959
Flagge Malaysias, 1963 bis 1965 gültig für Singapur.

## Weitere Flaggen Singapurs

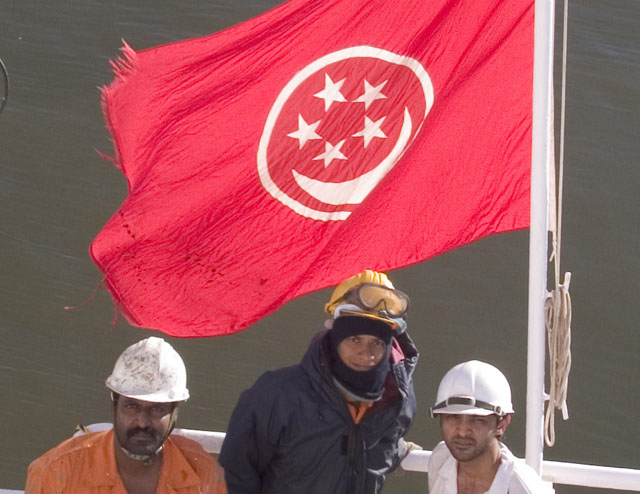
Handelsflagge

Die Seeflaggen Singapurs haben ein völlig anderes Design, da sonst Verwechslungsgefahr mit der Flagge des benachbarten Indonesien bestünde. Die Handelsflagge zeigt auf rotem Grund einen weißen Kreis im Zentrum mit dem Emblen des Landes, dem liegenden Halbmond mit fünf weißen Sternen darüber. Die Dienstflagge zur See führt im unteren Flugteil auf dunkelblauem Grund eine rot-weiße Windrose, während als Gösch auf roten Grund wieder der weiße Halbmond und die fünf Sterne gezeigt werden. Die Seekriegsflagge zeigt im unteren Flugteil eine rote Windrose mit dünnen weißen Linien und hat einen weißen Grund. Sie wird seit dem 5. Mai 1967 verwendet. Davor benutzte man die dunkelblaue Dienstflagge zur See. Das Seitenverhältnis aller Seeflaggen ist 1:2.

1:2  Handelsflagge seit 1966
1:2  Dienstflagge zur See seit 1960
1:2  Seekriegsflagge seit 1967

Die Streitkräfte Singapurs verwenden als Kriegsflagge die rot-weiße Nationalflagge mit dem Siegel der Streitkräfte beim Heer und den Emblemen von Marine beziehungsweise Luftwaffe bei den anderen beiden Teilstreitkräften im unteren Flugteil. Die sogenannten State Colours werden nur bei zeremoniellen Anlässen, wie dem Nationalfeiertag oder beim Besuch des Präsidenten verwendet. Während die Marine zudem die Seekriegsflagge als Zeichen der Teilstreitkraft an Land auch im Seitenverhältnis 2:3 verwendet, verfügen Heer und Luftwaffe über eigene Flaggen als Symbol der Teilstreitkraft für den alltäglichen Gebrauch, nicht als Staatssymbol. Die Flagge der Luftwaffe ist hellblau mit dem Siegel der Luftwaffe im unteren Flugteil und der roten Gösch mit Halbmond und Sternen. Sie ist erst mit der Einführung der neuen Flugzeugkokarde in dieser Form in Gebrauch. Die erste Flagge der Luftwaffe zeigte 1968 die damalige Kokarde (roter Punkt in weißem Kreis in rotem Kreis) im Zentrum des Flugteils. Da die Kokarde jenen Perus und der Türkei entsprachen, wurde 1973 eine neue eingeführt mit einem rot-weißen Yin-Yang-Symbol. Seit 1990 wird der heutige Löwenkopf verwendet. Die Flagge des Heeres zeigt im Gegensatz dazu das Emblem der Armee und ist im Grundton gelb.

Flugzeugkokarde 1968 bis 1973
Flugzeugkokarde 1973 bis 1990

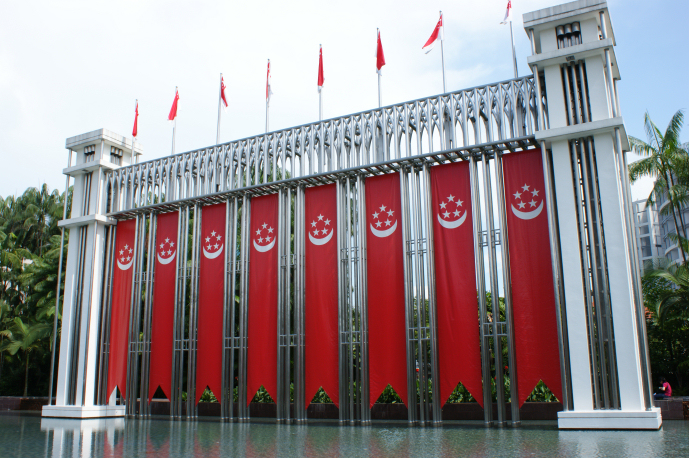
Präsidialflagge als hängende Version (gegenüber dem Präsidentenpalast)

Die Flagge des Präsidenten zeigt auf rotem Grund den weißen Halbmond und die fünf weißen Sterne im Zentrum.

2:3 Flagge des Präsidenten seit 1960